# Villaines-sous-Malicorne

Villaines-sous-Malicorne este o comună în departamentul Sarthe, Franța. În 2009 avea o populație de 985 de locuitori.